# Comuna Plav
Comuna Plav (în muntenegreană Opština Plav) este o diviziune administrativă de ordinul întâi din Muntenegru. Reședința sa este orașul Plav.